# Apuleia
Apuleia là một chi thực vật có hoa trong họ Đậu.